# Munisport de Pointe-Noire
Der Munisport de Pointe-Noire ist ein Fußballverein aus Pointe-Noire in der Republik Kongo. Seine Heimspiele trägt der Klub im Stade Municipal de Pointe-Noire aus.
Der Verein war Mitte der 1990er Jahre einer der erfolgreichsten seines Landes. Er gewann 1996 und 1997 die Ligue 1. Es vergingen sieben Jahre, bis sie ihren bisher letzten Titel im nationalen Pokal 2004 gewannen. Der Verein konnte sich mehrmals für die afrikanischen Wettbewerbe qualifizieren, schied aber meist frühzeitig aus.

## Statistik in den CAF-Wettbewerben
| Saison | Wettbewerb            | Runde         | Gegner                   | Gesamt           | Hin     | Rück    |
| ------ | --------------------- | ------------- | ------------------------ | ---------------- | ------- | ------- |
| 1997   | CAF Champions League  | Qualifikation | Café Bank Sportif Malabo | 5:1              | 4:1 (H) | 1:0 (A) |
| 1997   | CAF Champions League  | 1. Runde      | Unisport Bafang          | 2:2 (i. E.: 4:5) | 0:2 (A) | 2:0 (H) |
| 1998   | CAF Champions League  | Qualifikation | Deportivo Mongomo        | *                | n.a.    | n.a.    |
| 2005   | CAF Confederation Cup | Qualifikation | CD Elá Nguema            | 1:1 (a)          | 0:0 (A) | 1:1 (H) |

- 1998: Der Verein verzichtete aufgrund politischer Unruhen im Land auf die Teilnahme nach der Auslosung.

Legende: (a) – Auswärtstorregel, (i. E.) – im Elfmeterschießen, (n. V.) – nach Verlängerung